# Jurij Meschenko
Jurij Oleksijowytsch Meschenko (ukrainisch Юрій Олексійович Меженко, russisch Юрий Алексеевич Меженко Juri Alexejewitsch Meschenko, tatsächlicher Nachname Iwanow; * 6. Junijul. / 18. Juni 1892greg. in Charkow, Gouvernement Charkow, Russisches Kaiserreich; † 24. November 1969 in Kiew, Ukrainische SSR) war ein sowjetisch-ukrainischer Bibliograf, Literaturwissenschaftler, Historiker und Sammler.

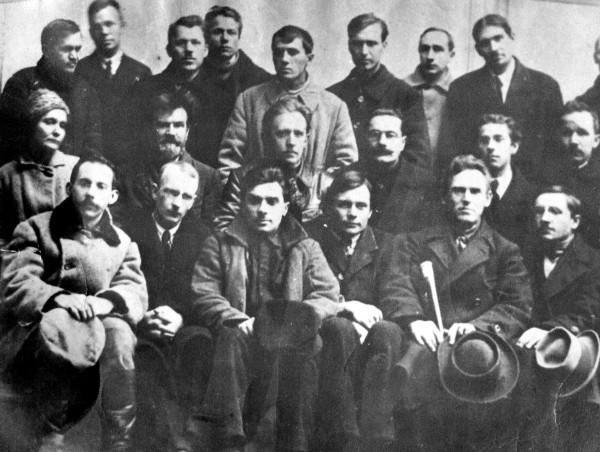
Treffen Charkiwer und Kiewer Künstler 1923. Von links nach rechts. Erste Reihe: Maksym Rylskyj, Jurij Meschenko, Mykola Chwylowyj, Majk Johansen, Hryhorij Mychailow, Mychajlo Werykiwskyj. Zweite Reihe: Natalja Romanowytsch, Mychailo Mohyljanskyj, Wassyl Ellan-Blakytnyj, Serhij Pylypenko, Pawlo Tytschyna, Pawlo Fylypowytsch. Dritte Reihe: Mykola Serow, Mychajlo Draj-Chmara, Hryhorij Kossynka, Wolodymyr Sosjura, Teodosij Osmatschka, Wolodymyr Korjak, Mychailo Iwtschenko

## Leben
Jurij Meschenko kam als Sohn einer Arztfamilie in Charkiw zur Welt. Er absolvierte 1917 die Moskauer Lomonossow-Universität.
Anschließend war Meschenko zunächst Gründungsmitglied und von 1919 bis 1922 Direktor des Rates der Nationalbibliothek der Ukraine, daran folgend vom 1. August 1922 bis zum 7. August 1931 Direktor des Ukrainischen Wissenschaftlichen Instituts für Bibliologie und zwischen 1923 und 1930 Herausgeber des vierteljährlich erscheinenden Journals Бібліологічні вісті Bibliolohitschni wisti.
Nachdem das Institut aufgelöst wurde, beschuldigte man ihn des ukrainischen Nationalismus und so sah er sich gezwungen, außerhalb der Ukraine  zu arbeiten.

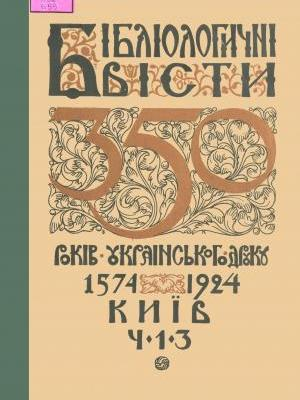
„Bibliolohitschni wisti“ von 1924

Er zog am 16. Dezember 1934 nach Leningrad und begann an der bibliographischen Abteilung der staatlichen öffentlichen Bibliothek von Leningrad zu arbeiten, wo er am 7. April 1935 zum stellvertretenden Leiter ernannt wurde. Während der Leningrader Blockade gehörte er der Kommission an, die wertvolle Bücher aus privaten Sammlungen von Leningrader Bibliophilen rettete.  Am 25. März 1944 wurde ihm der akademische Rang eines Senior-Wissenschaftlers verliehen.
Ein Jahr nach Beendigung der Blockade kehrte Meschenko in die Ukraine zurück und war vom 6. April 1945 bis zum 1. Februar 1948 Direktor der Zentralen wissenschaftlichen Bibliothek der Akademie der Wissenschaften der USSR in Kiew. 1948 zog er erneut nach Leningrad und arbeitete von 1948 bis 1951 als wissenschaftlicher Mitarbeiter am Institut für Geschichte der Technik des Leningrader Polytechnischen Instituts und von 1953 bis 1960 leitete er den Buch- und Grafikbereich des nach Gorki benannten Leningrader Hauses der Wissenschaftler der Akademie der Wissenschaften der UdSSR. Nachdem er 1960 in den Ruhestand getreten war, kehrte er nach Kiew zurück, wo er 1969 77-jährig starb und auf dem Baikowe-Friedhof bestattet wurde.
Meschenko war Verfasser zahlreicher Werke zur ukrainischen Geschichte, Buchwissenschaft, Bibliographie und Theaterkritik. Zwischen 1911 und 1962 trug Meschenko eine einzigartige Sammlung von Publikationen (über 15.000) in Bezug auf das Leben und Werk von Taras Schewtschenko zusammen, die er dem Literaturinstitut der Nationalen Akademie der Wissenschaften der Ukrainischen SSR vermachte.